# Kammspitze
Kammspitze je 2141 m vysoká hora ležící v údolí Ennstal mezi městy Grössming a Tipschern v Rakouské spolkové zemi Štýrsko. Geograficky se řadí do pohoří Dachstein, respektive jeho části - náhorní plošiny Steirisches Dachstein Plateau.

## Výstup
Sever
Výstup na vrchol je možný ze dvou stran. Jednodušší výstup vede od severu z plochého dna kotliny Kammboden, od chaty Viehberg Alm (1446 m). Cesta č. 28 míjí jezírko Miesbodensee (1418 m) a pokračuje strmými travnatými svahy až pod vrcholovou pyramidu, kde přes pár skalních stupňů dosahuje vrcholu.
Jih
Zajímavější, ale náročnější cesta je z jihu. Cesta má svůj začátek v krajové části obce Grossming ve výšce (800 m). Rozcestník zde naviguje dvě cesty: obtížnější "Direktsteig" a "Normalweg". Cesta Direktsteig vede zpočátku velmi prudkým svahem v lese. Po dosažení rozcestí ve výšce 1500 m přechází stezka na velké suťoviště a pokračuje serpentinami mezi porosty kleče. Závěrečný výšvih pod vrcholová skaliska je vedem trávami. Skály jsou uměle zajištěny kramlemi a ocelovým lanem. Výška zajištěného úseku je zhruba 80 metrů. Na vrcholu je kříž a výhled do širokého okolí na Dachstein, blízký Grimming, Nízké Taury a na severu pohoří Totes Gebirge.